# Simone Ortega
Simone Klein Ansaldy, más conocida como Simone Ortega (Barcelona, 29 de mayo de 1919-Madrid, 2 de julio de 2008) fue una autora de libros sobre cocina española, como 1080 recetas de cocina (1972), uno de los recetarios más vendidos en España, con 3,5 millones de ejemplares desde su publicación.
De familia francesa (alsaciana), su verdadero apellido era Klein; sin embargo, firmaba con el de su marido, el empresario editorial José Ortega Spottorno  (hijo de José Ortega y Gasset), que creó Alianza Editorial en el año 1966 y el Grupo Prisa.
En el año 1987 Simone recibió el Premio Especial de Gastronomía. Compaginó la escritura de sus libros con las labores de docencia en un instituto de enseñanza secundaria en Madrid. En la última etapa de su vida colaboró en programas radiofónicos. En los últimos libros de cocina colaboró con su hija Inés Ortega Klein, quien también se dedicó a la difusión de la cultura gastronómica.

## Obra
- 1080 recetas de cocina (1972)
- Nuevas recetas de cocina (1984)
- Quesos españoles (1987)
- La cocina de Madrid (1987)
- El libro de los potajes, las sopas, las cremas y los gazpachos (1988)
- Las mejores recetas de Simone Ortega (1990)
- El libro de los platos de cuchara (2004). En colaboración con su hija.